# Syngrapha epigaea
Syngrapha epigaea är en fjärilsart som beskrevs av Augustus Radcliffe Grote 1874. Syngrapha epigaea ingår i släktet Syngrapha och familjen nattflyn. Inga underarter finns listade i Catalogue of Life.

## Bildgalleri

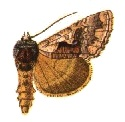